# Обросово (Вологодский район)
Обросово — деревня в Вологодском районе Вологодской области.
Входит в состав Кубенского сельского поселения, с точки зрения административно-территориального деления — в Кубенский сельсовет.
Расстояние по автодороге до районного центра Вологды — 38 км, до центра муниципального образования Кубенского — 8 км. Ближайшие населённые пункты — Матвеевское, Лахмино, Деревково, Евлашево.
По переписи 2002 года население — 7 человек.